# Piotr Basta
Piotr Basta (ur. 16 września 1970 w Krośnie Odrzańskim) – polski wioślarz, nauczyciel wychowania fizycznego, trener, olimpijczyk z Barcelony 1992, Atlanty 1996, Sydney 2000.
Absolwent Akademii Wychowania Fizycznego w Gdańsku. Reprezentował kluby: AZS-AWF Gorzów Wielkopolski, AZS AWF Gdańsk. Wielokrotny medalista Mistrzostw Polski w wioślarstwie.

## Osiągnięcia
- 1991 – 2. miejsce w Mistrzostwach świata w Wiedniu w dwójce ze sternikiem (partnerami byli: Tomasz Mruczkowski, Bartosz Sroga (sternik))[2]
- 1992 – 7. miejsce w Igrzyskach olimpijskich w Barcelonie w dwójce ze sternikiem
- 1995 – 3. miejsce w Mistrzostwach świata w Tampere w czwórce bez sternika (Wojciech Jankowski, Maciej Łasicki, Jacek Streich)[2]
- 1996 – 12. miejsce w Igrzyskach Olimpijskich w Atlancie w czwórce bez sternika
- 1998 – 1. miejsce w Akademickich mistrzostwach świata w Zagrzebiu w dwójce bez sternika
- 1998 – 1. miejsce w Akademickich mistrzostwach świata w Zagrzebiu w czwórce bez sternika
- 2000 – 10. miejsce w Igrzyskach Olimpijskich w Sydney w dwójce bez sternika
- 2001 – 14. miejsce w mistrzostwach świata w Lucernie w dwójce bez sternika (partnerem był Rafał Smoliński)[2]
- 2002 – 11. miejsce w mistrzostwach świata w Sewilli w ósemce (partnerami byli: Piotr Buchalski, Tomasz Kopczyński, Jacek Wiśniewski, Rafał Hejmej, Mikołaj Burda, Wojciech Gutorski, Bogdan Zalewski, Daniel Trojanowski (sternik)[2])
- 2004 – 2. miejsce w mistrzostwach świata w Banyoles (partnerami byli: Marcin Wika, Rafał Cholewiński (sternik).

## Odznaczenia
- 1991 – Srebrny Medal za Wybitne Osiągnięcia Sportowe
- 1992 – Brązowy Medal za Wybitne Osiągnięcia Sportowe